# بيير أليكساندر
بيير أليكساندر (بالفرنسية: Pierre Alexandre)‏ هو صحفي وشخصية أعمال وكاتب فرنسي، ولد في سبتمبر 1964.